# Halowe Mistrzostwa Świata w Lekkoatletyce 1999 – skok w dal kobiet
Skok w dal kobiet – jedna z konkurencji rozgrywanych podczas halowych mistrzostw świata w lekkoatletyce w 1999, zmagania w niej odbyły się 6 marca.
Do konkursu zgłoszonych zostało 12 zawodniczek z 9 państw.
Zawody w tej konkurencji wygrała reprezentantka Rosji Tatjana Kotowa. Drugą pozycję zajęła zawodniczka ze Stanów Zjednoczonych Shana Williams, trzecią zaś reprezentująca Bułgarię Iwa Prandżewa.

## Wyniki
| Miejsce | Zawodniczka            | Państwo           | Podejście | Podejście | Podejście | Podejście | Podejście | Podejście | Wynik | Uwagi |
| Miejsce | Zawodniczka            | Państwo           | #1        | #2        | #3        | #4        | #5        | #6        | Wynik | Uwagi |
| ------- | ---------------------- | ----------------- | --------- | --------- | --------- | --------- | --------- | --------- | ----- | ----- |
| 01 !    | Tatjana Kotowa         | Rosja             | X         | 6,86      | 6,63      | 6,85      | 6,55      | 6,67      | 6,86  | PB    |
| 02 !    | Shana Williams         | Stany Zjednoczone | 6,82      | 6,70      | 6,64      | 6,72      | 6,61      | X         | 6,82  | PB    |
| 03 !    | Iwa Prandżewa          | Bułgaria          | X         | 6,48      | 6,70      | 6,78      | X         | 6,63      | 6,78  |       |
| 4.      | Niki Ksantu            | Grecja            | X         | 6,65      | X         | 6,53      | 6,62      | 6,43      | 6,65  |       |
| 5.      | Tünde Vaszi            | Węgry             | 6,55      | 6,59      | 6,47      | 6,51      | X         | 6,40      | 6,59  |       |
| 6.      | Guan Yingnan           | Chiny             | 6,38      | 6,47      | X         | 6,44      | 6,52      | 6,59      | 6,59  |       |
| 7.      | Magdalena Christowa    | Bułgaria          | X         | 6,36      | 6,46      | 6,46      | X         | 6,55      | 6,55  |       |
| 8.      | Dawn Burrell           | Stany Zjednoczone | 6,49      | 6,37      | X         | X         | 6,39      | 6,20      | 6,49  |       |
| 9.      | Erica Johansson        | Szwecja           | 4,72      | 6,43      | 6,37      | NQ        | NQ        | NQ        | 6,43  |       |
| 10.     | Nina Pieriewiediencewa | Rosja             | 6,38      | 6,09      | X         | NQ        | NQ        | NQ        | 6,38  |       |
| 11.     | Hitomi Takamatsu       | Japonia           | 5,88      | 6,07      | 5,96      | NQ        | NQ        | NQ        | 6,07  |       |
| –       | Lacena Golding         | Jamajka           | DNS       | DNS       | DNS       | DNS       | DNS       | DNS       | DNS   |       |